# Råtjärnen, Ångermanland
Råtjärnen är en sjö i Örnsköldsviks kommun i Ångermanland och ingår i Idbyåns huvudavrinningsområde.